# خوش‌مکان (دشتستان)
خوش‌مکان، روستایی از توابع بخش مرکزی شهرستان دشتستان در استان بوشهر ایران است.

## جمعیت
این روستا در دهستان حومه (دشتستان) قرار دارد و بر اساس سرشماری رسمی ایران در سال ۱۳۹۵ آمار جمعیت آن ۱۰۸۷ نفر می‌باشد. بر همین اساس در سال ۱۳۸۵ آمار جمعیت آن جمعیت آن ۱٬۱۱۷ نفر (۲۴۵خانوار) بوده‌است.